# Бодунов, Георгий Кириллович
Георгий Кириллович Бодунов — советский хозяйственный и политический деятель.

## Биография
Родился в 1921 году в Новобелице. Член КПСС.
Участник Великой Отечественной войны: техник по фотооборудованию 624-го сбап, фотолаборант отдела учебно-боевой подготовки 8-го отдельного учебно-тренировочного авиационного полка.
В 1965—1970 гг. — первый секретарь Могилевского горкома КП Белоруссии.
В 1970—1978 гг. — заместитель председателя Могилёвского облисполкома.
В 1978—1984 гг. — председатель Могилёвского областного комитета народного контроля.
Делегат XXIII съезда КПСС.
С 1984 года — персональный пенсионер союзного значения.
Умер после 2005 году в Могилеве.

## Награды
- Орден Отечественной войны II степени (06.04.1985)
- Орден Трудового Красного Знамени (1966, 25.08.1971[3], 1976)